# Список умерших в 847 году

## Январь
- 13 января — Гильдуин, епископ Вердена (823/825—847).
- 27 января — Сергий II, Папа Римский (844—847).

## Апрель
- 21 апреля — Отгар, архиепископ Майнца (826—847).

## Август
- 10 августа — Аль-Васик Биллах, 9-й халиф Арабского халифата из династии Аббасидов (842—847).

## Дата смерти неизвестна или требует уточнения
- Ажо, каган Кыргызского каганата (795—847).
- Цзун-ин Хюн-Ву Чен-мин-хан, 3-й великий кыргызский каган (847).